# دن رادر
دن رادر (انگلیسی: Dan Rather؛ زادهٔ ۳۱ اکتبر ۱۹۳۱) گوینده اخبار سراسری آمریکا، روزنامه‌نگار و تهیه‌کننده تلویزیونی اهل ایالات متحده آمریکا است. وی از سال ۱۹۵۰ میلادی تاکنون مشغول فعالیت بوده‌است. دن رادر حرفه خبرنگاری خود را از تگزاس آغاز کرد. وی در سپتامبر ۱۹۶۱ پس از گزارش زندهٔ سراسری خود که از تخلیه موفقیت‌آمیز ۳۵۰ هزار و حفظ جان هزاران آمریکایی در جریان طوفان کارلا داد شهرت ملی پیدا کرد.
او در هنگام ترور رئیس‌جمهور جان اف. کندی از دالاس گزارش می‌کرد و در پی این گزارش در اخبار تلویزیون سی‌بی‌اس رتبه‌اش ارتقاء پیدا کرد. رادر در ۱۹۶۴ خبرنگار کاخ سفید شد. وی قبل از آن خبرنگار اعزامی سی‌بی‌اس در لندن و ویتنام بود. او طی دوران حرفه‌ای خبرنگاری از انتخابات ریاست‌جمهوری ریچارد نیکسون از جمله سفر وی به چین و همچنین رسوایی واترگیت و استعفای ریچارد نیکسون گزارش‌های ویژه داد.
در ۱۹۸۱ رادر مجری اصلی اخبار شبانگاهی تلویزیون سی‌بی‌اس شد، سمتی که ۲۴سال آن را حفظ کرد. او در دهه ۱۹۸۰تا اوایل ۲۰۰۰ همراه با پیتر جنینگز در بخش خبری ای‌بی‌سی و تام بروکا در بخش خبری ان‌بی‌سی، سه مجری اصلی اخبار شبانگاهی در آمریکا بودند. رادر اغلب در مجله خبری برنامه هفتگی۶۰ دقیقه سی‌بی‌اس شرکت می‌کرد. او همچنین یک سال پس از بازنشستگی بروکا و مرگ جنینگز، در ۲۰۰۵ با ارائه اسناد غیرمعتبر یک گزارش خبری در مورد خدمات رئیس‌جمهور جورج دبلیو بوش در دوران جنگ ویتنام ارائه داد که به جنجال اسناد کیلیان کلید زد و در نهایت باعث شد مجری‌گری را از دست بدهد و به‌طور ناگهانی در ۲۰۰۶ از سی‌بی‌اس اخراج شد.
در ۱۹ سپتامبر ۲۰۰۷، رادر یک دادخواست ۷۰میلیون دلاری علیه سی‌بی‌اس یا ویاکام شرکت مادر سابق خود ارائه داد. این دادخواست علیه لسلی مونویز و سامنر رداستون رئیس و مدیر عامل سی‌بی‌اس و اندرو هاوارد رئیس هر دو شرکت ویاکام و سی‌بی‌اس و همچنین رئیس سابق سی‌بی‌اس نیوز بود. وی این شبکه و مالکیت و مدیریت آن را متهم کرد که در داستان کیلیان از او «بز طلیعه» ساخته بودند. سخنگوی سی‌بی‌اس ادعا کرد که این دادخواست مبتنی بر «اخبار قدیمی» و «بی‌اعتبار» است. در ۲۱ سپتامبر ۲۰۰۹، وکلای رادر ادعا کردند اثبات می‌کنند که خدمت نظام وظیفه بوش در دوران جنگ ویتنام ساختگی بوده‌است. در ۲۹ سپتامبر ۲۰۰۹، دادگاه تجدیدنظر ایالت نیویورک دادخواست رادر علیه سی‌بی‌اس را رد کرد. در تاریخ ۱۲ ژانویه ۲۰۱۰، رادر در دادگاه تجدیدنظر نیویورک از برگرداندن دعوی نقض قرارداد ۷۰میلیون دلاری خود علیه کمپانی سی‌بی‌اس خودداری کرد. در ۱۸ مه ۲۰۱۲، رادر در موعد قرار دادگاه با بیل ماهر در دادگاه حضور یافت و ادعا کرد که وی به دلیل یک گزارش داستانی دربارهٔ غیبت جورج دبلیو بوش در واحد ذخیره‌ای که در دوره جنگ ویتنام در آن خدمت می‌کرد اخراج شده و شرکت‌های خبری از پخش این داستان «بسیار ناخشنود» بوده‌اند.
در کانال تلویزیون کابلی آ. ایکس. اس (که آن زمان اچ‌دی‌نت نامیده می‌شد)، از ۲۰۰۶ تا ۲۰۱۳ گزارشگر یک برنامه تحقیقاتی به سبک ۶۰ دقیقه بود. وی همچنین مجری چندین پروژه دیگر برای تلویزیون آ. ایکس. اس، از جمله دن رادر تقدیم می‌کند، که گزارش جزئی در زمینه موضوعات مختلف مانند مراقبت از بهداشت روانی یا فرزندخواندگی، یا مصاحبه بزرگ خودش را در دست داشت، در این برنامه او مصاحبه‌های طولانی را با موسیقیدانان و سایر سرگرم‌کنندگان انجام داد. در ژانویه ۲۰۱۸ رادر مجری یک بخش خبر جدید آنلاین بود به نام اخبار با دن رادر که این برنامه را در کانال یوتیوب ترکان جوان (برنامه تلویزیونی) آغاز کرد.
از فیلم‌ها یا برنامه‌های تلویزیونی که وی در آن نقش داشته‌است می‌توان به مصاحبه‌های پوتین اشاره کرد.

وی همچنین برندهٔ جوایزی همچون جایزه پیبادی شده‌است. 

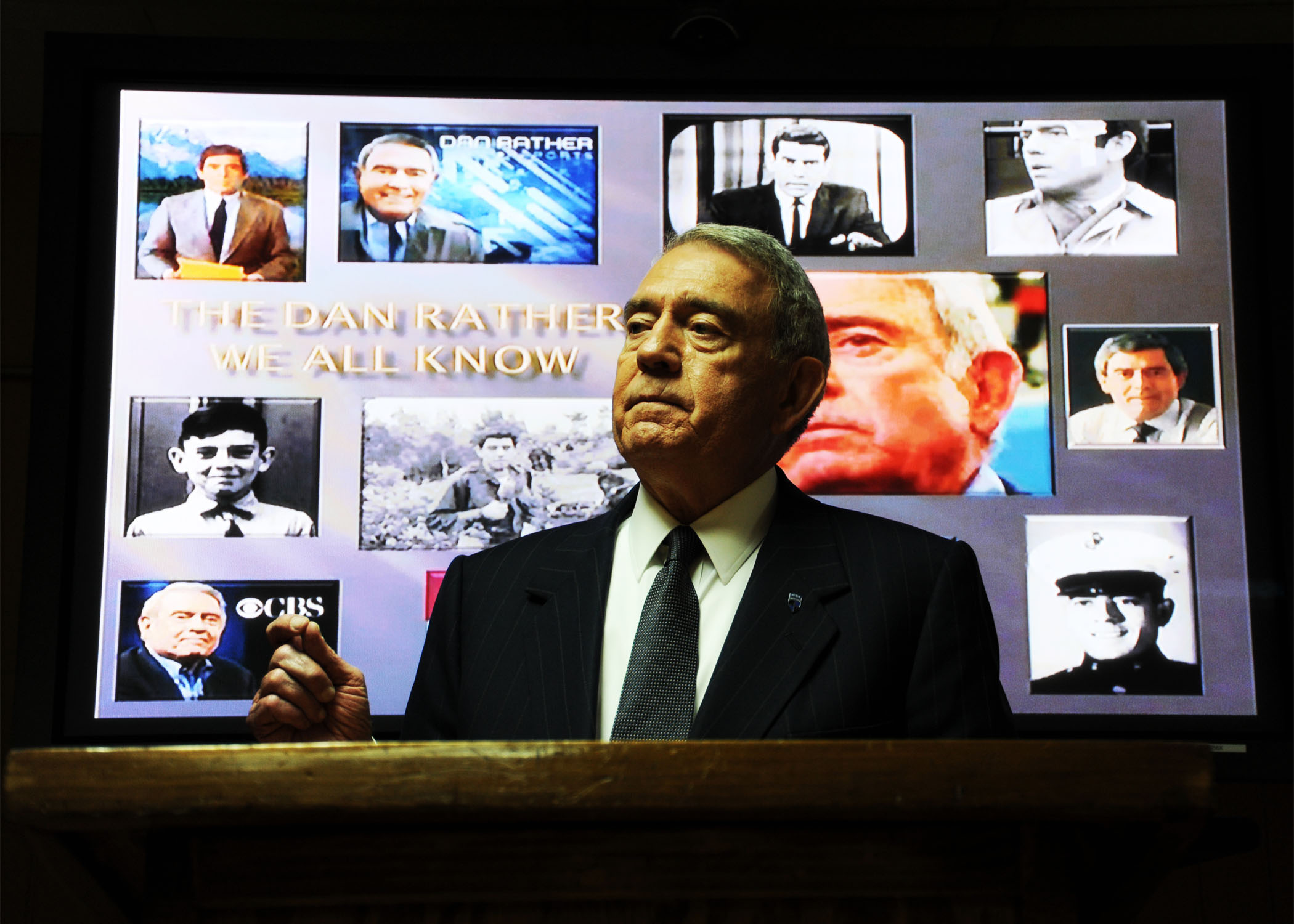
رادر درحال صحبت کردن در مورد تجربیات خود در ۶۱ سال روزنامه‌نگاری در برابر گروهی از فرماندهان ناتو در کمپ اگرز در کابل، افغانستان، ژوئیه ۲۰۱۱.

## زندگی‌نامه
خانه دوران کودکی رادر به موزه‌ای در شهرستان وارتون، تگزاس تبدیل شده‌است.
دن ایروین رادر جونیور در ۳۱ اکتبر ۱۹۳۱ در شهرستان وارتون، تگزاس، به دنیا آمد، او فرزند دانیل ایروین رادر، یک خندق کن و لوله گذار بود، رادر از همان کودکی به هیوستون نقل مکان کرد، دوران تحصیل ابتدایی خود را در مدرسه لوت گذراند و سپس در مدرسه راهنمایی همیلتون تحصیل کرد. وی در ۱۹۵۰ از دبیرستان جان اچ ریگان در هیوستون فارغ‌التحصیل شد.
در ۱۹۵۳، رادر لیسانس روزنامه‌نگاری خود را از کالج معلمان ایالتی ساموئ هیوستون در هانتسویل دریافت کرد، او در این دوره سردبیر روزنامه هوستونی‌ها بود. رادر در دانشگاه عضو انجمن دانشجویی، و بنیانگذار انجمن برادری سیگما چی بود. وی همزمان برای رادیو کااس آ ام- اف ام در هانتسویل (تگزاس) کار می‌کرد و در فراخوان دادن برای بازی‌های فوتبال دبیرستانی و دبیرستان سام هیوستون شرکت داشت. رادر پس از اخذ مدرک کارشناسی، مدت کوتاهی در کالج حقوقی تگزاس جنوبی در هوستون تحصیل کرد.
در ژانویه ۱۹۵۴، رادر در سپاه تفنگداران دریایی ایالات متحده آمریکا ثبت نام کرد و به بخش نیروهای ذخیره و استخدام نیروی دریایی به سن دیگو اعزام شد. با این حال به زودی از حضور در خدمت نظام وظیفه معاف شد، زیرا مشخص شد از کودکی تب روماتیسمی داشته‌است، واقعیتی که وی به آن اذعان نکرده بود.

## آغاز فعالیت حرفه‌ای

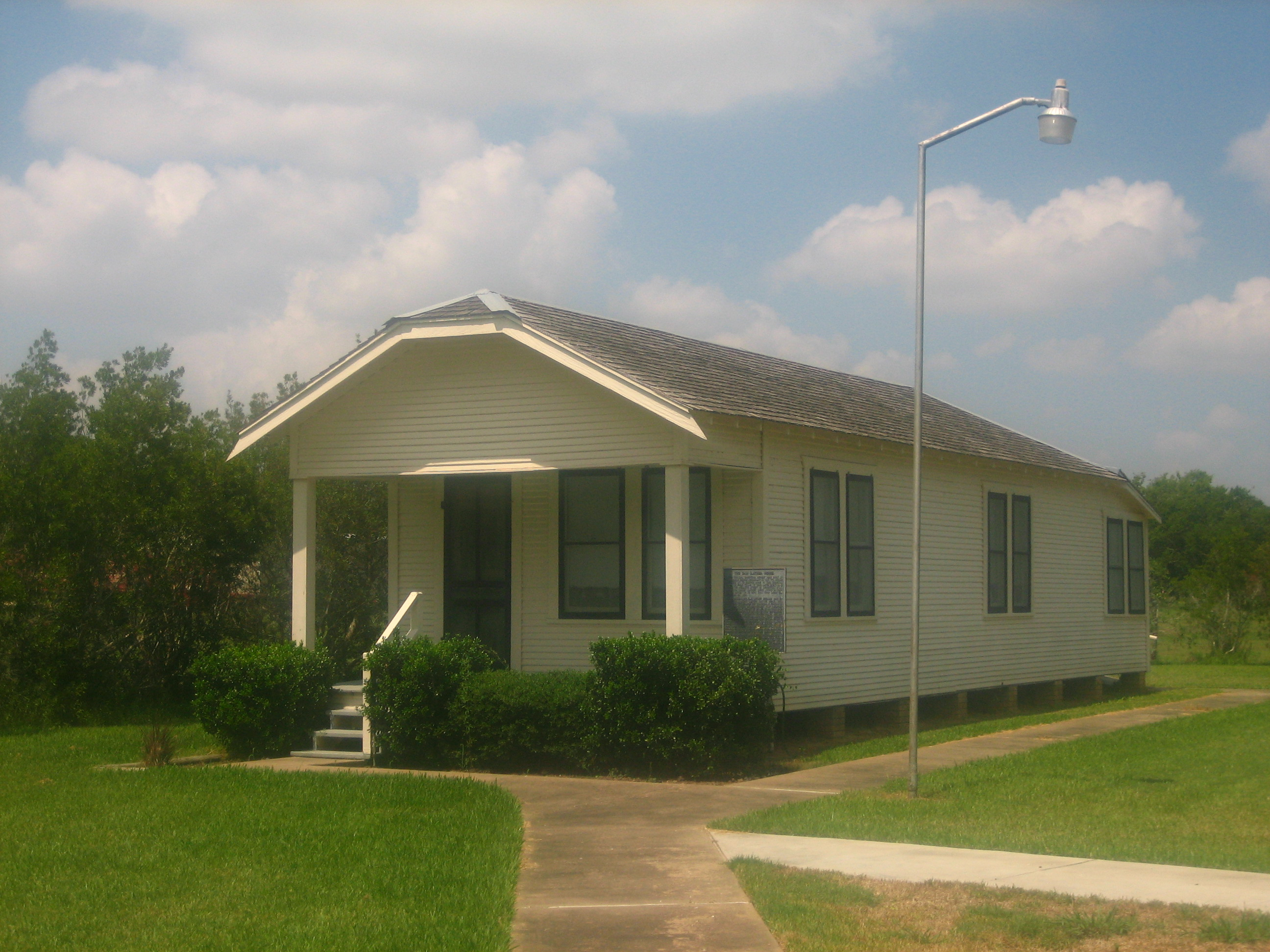
بازسازی موزه خانه دوران کودکی رادر در شهرستان وارتون، تگزاس.

در ۱۹۵۰ رادر حرفه روزنامه‌نگاری خود را به عنوان خبرنگار آسوشیتدپرس در هانتسویل (تگزاس) آغاز کرد. سپس به مدت دو سال گزارشگر یونایتدپرس (۱۹۵۲–۱۹۵۰) شد، پس از آن در ایستگاه رادیویی تگزاس و روزنامه هوستون کرونیکل (۱۹۵۵–۱۹۵۴) به کار پرداخت. رادر حدود سال ۱۹۵۵ داستانی را دربارهٔ هروئین گزارش کرد. او با نظارت پلیس هیوستون، دوز دارویی را مورد بررسی قرار داد که به آن «نوع خاصی از جهنم» گفته شد.
وی به مدت چهار فصل به عنوان گوینده بازی به بازی برای تیم فوتبال دانشگاه هوستون کار کرد. در طول فصل بیسبال رادر لیگ فرعی سال ۱۹۵۹ را گزارش کرد، رادر همچنین گوینده رادیو بازی به بازی مسابقات لیگ هیوستون در تگزاس بود.

## اخبار سی‌بی‌اس

### از ترور جان اف. کندی تا واترگیت
رادر در زندگی‌نامه خود اشاره کرده‌است که در نوامبر ۱۹۶۳ در دالاس بود تا فیلم مصاحبه ای در یووالدی، تگزاس در مزرعه معاون رئیس‌جمهور سابق جان نانس گارنر که در ۲۲ نوامبر جشن تولد ۹۵ سالگی خود را جشن می‌گرفت بگیرد. این مکان در کنار ریل راه‌آهن، آن‌سوی زیرگذر سه‌گانه، سی یاردی دورتر از یک تپهٔ چمن‌زاری بود که بعداً در بسیاری از تئوری‌های توطئه مطرح شده‌است. کار او این بود که با دوربین یک تکه فیلم از یک کامیون در آن مکان بگیرد و برای ادیت به ایستگاه ببرد. او شاهد تیراندازی کندی نبود و هیچ چیز از وقایع نمی‌دانست تا اینکه با عبور از دیلی پلازا به KRLD رسید. او بعداً نوشت:
لحظه ای که از ریل راه‌آهن را گذر کردم، صحنه ای را دیدم که هرگز فراموش نمی‌کنم. عده ای روی چمن‌ها دراز کشیده بودند، برخی جیغ می‌زدند، برخی می‌دویدند، برخی اشاره می‌کردند. پلیس‌ها همه جا ازدحام کرده بودند و کاملاً با هیاهو، صدای فریاد کسی وحشت نکند را شنیدم. و البته به هر کجا که نگاه می‌کردی چیزی جز وحشت نبود.
رادر در زندگی‌نامه خود نوشته‌است که او یکی از اولین کسانی بود که فیلم آبراهام زاپرادر شاهد سوء قصد را که ترور را نشان می‌داد دید و اولین کسی بود که آن را در تلویزیون توصیف کرد. با شلیک مرگباری که به سر کندی از جلو شد سر کندی به عقب پرتاب شد.
بعداً، او گزارش داد برخی از دانش‌آموزان دالاس زمانی که خبر مرگ رئیس‌جمهور را به آنها اطلاع دادند کف زدند. مدیران گفتند که اعلام کرده‌اند که مدرسه باید زودتر تعطیل شود، و اشاره‌ای به ترور نکردند. با این حال، معلم جوانا مورگان تأیید کرد که دانش‌آموزان با شنیدن خبر تیراندازی کندی شادی کردند. این داستان خشم روزنامه نگاران محلی را در KRLD-TV وابسته به CBS (در حال حاضر KDFW-TV تحت مالکیت و اداره فاکس قرار دارد) قرار داد.
گزارش‌های بیشتر در طول دوره عزای ملی پس از ترور کندی و رویدادهای بعدی، مدیریت سی‌بی‌اس نیوز را تحت تأثیر قرار داد. در سال ۱۹۶۴ رادر را برای سمت خبرنگاری شبکه کاخ سفید انتخاب کردند.
در سال ۱۹۶۵، رادر به عنوان خبرنگار خارجی سی‌بی‌اس در لندن و در سال ۱۹۶۶ در ویتنام خدمت کرد. او در دوران ریاست جمهوری ریچارد نیکسون بار دیگر به عنوان خبرنگار کاخ سفید خدمت کرد. در سال ۱۹۷۰، او همچنین به عنوان گوینده برای اخبار یکشنبه شب سی‌بی‌اس(۱۹۷۰–۱۹۷۳؛ ۱۹۷۴–۱۹۷۵) و بعدها برای اخبار شب شنبه سی‌بی‌اس (۱۹۷۳–۱۹۷۶) منصوب شد. وی از جمله روزنامه نگارانی بود که نیکسون را در سفر به چین همراهی کردند. او بعداً تحقیقات واترگیت و همچنین روند استیضاح ریچارد نیکسون در کنگره را پوشش داد.

### مجری اخبار شبانه سی‌بی‌اس
پس از استعفای پرزیدنت نیکسون در سال ۱۹۷۴، رادر گزارشگر ارشد مجموعه مستند گزارش‌های سی‌بی‌اس شد. در دسامبر ۱۹۷۵، او مجری برنامه طولانی‌مدت خبری یکشنبه‌شب ۶۰ دقیقه شد - در آن زمان که برنامه از یک بازه زمانی بعد از ظهر یکشنبه به ساعت پربیننده منتقل شد. این موفقیت در آنجا به دن رادر کمک کرد تا از راجر ماد، خبرنگار قدیمی، که در صف جانشینی والتر کرانکیت به عنوان مجری و سردبیر شبکه خبری شبانگاهی سی‌بی‌اس بود، پیشی بگیرد. رادر موفق شد در پی بازنشستگی کرانکیت به عنوان مجری اخبار، اولین پخش خود را در ۹ مارس ۱۹۸۱ انجام دهد. رادر سبک متفاوتی برای مجری‌گری اخبار داشت. برخلاف والتر کرانکیت اخمو، که برنامه خبری خود را با عبارت «همین‌طور است» به پایان می‌رساند، رادر بیشتر در پی یافتن پایانی بود که مطابق با سلیقه خودش باشد. به مدت یک هفته در سپتامبر ۱۹۸۶، در حالی که سی‌بی‌اس هدف مالکیت بالقوه خصمانه جدیدی قرار گرفته بود، رادر سعی کرد برنامه‌های خود را با کلمه «شجاعت» به پایان برساند و به همین خاطر او مورد تمسخر قرار گرفت. برای همین رادر نزدیک به دو دهه، برنامه خبری خود را با این جمله به پایان می‌رساند: «این برنامه بخشی از دنیای ماست.»
رادر هنگام مجری‌گری میزبان چند برنامه دیگر بود. در ژانویه ۱۹۸۸، او میزبان برنامه جدید ۴۸ ساعته شد و در ژانویه ۱۹۹۹ به عنوان خبرنگار جدید به ۶۰ دقیقه پیوست.

## تاریخچه و تأثیر روزنامه‌نگاری

### نیکسون
در دوران ریاست جمهوری ریچارد نیکسون، منتقدان رادر را به پوشش مغرضانه علیه او متهم کردند. در یک کنفرانس خبری در هوستون در مارس ۱۹۷۴، از نیکسون سؤالی توسط خبرنگار وقت CBS در کاخ سفید مطرح شدکه گفت: "از شما متشکرم، آقای رئیس جمهور. دان رادر، از سی‌بی‌اس نیوز. که فضای اتاق پر از شوخی و تشویق شد و نیکسون به شوخی گفت: "برای چیزی میدوی؟" که وی پاسخ داد: «نه، آقای رئیس جمهور. از شما داشتم؟» او این سؤال را مطرح کرد که آیا نیکسون با تحقیقات هیئت منصفه و کمیته قضایی مجلس نمایندگان در رابطه با رسوایی واترگیت همکاری می‌کند یا خیر.
تام بروکا از NBC گفته بود این شبکه در نظر داشت وی را به عنوان خبرنگار کاخ سفید به جای رادر استخدام کند، اما پس از انعکاس خبر رادر در مطبوعات بروکا را کنار گذاشت. چرا که تصور می‌شد رادر پوشش سختی از رسوایی واترگیت ارائه کرده‌است و همین باعث افزایش شهرت او شد.

## تألیفات
- Dan Rather & Elliot Kirschner (2017). آنچه ما را متحد می‌کند: تاملاتی دربارهٔ کتاب‌های میهن‌پرستی. شابک ‎۹۷۸۱۶۱۶۲۰۷۸۲۳
- Dan Rather; Digby Diehl (2012). Rather Outspoken: My Life in the News. Grand Central Pub. ISBN 978-1-4555-0241-7. OCLC 756584260.
- Leonard Downie; Robert G. Kaiser (2003). The news about the news: American journalism in peril. Vintage. ISBN 978-0-375-71415-3.
- Hertsgaard, Mark (1988). On Bended Knee: The Press and the Reagan Presidency. Farrar Straus & Giroux. ISBN 978-0-374-25197-0.
- Rather, Dan. The Palace Guard, with Gary Gates
- Dan Rather; Mickey Hershkowitz (February 19, 1984). The Camera Never Blinks: Adventures of a TV Journalist. Ballantine Books. ISBN 978-0-345-31833-6. OCLC 444864709..
- Rather, Dan. I Remember, with Peter Wyden.
- Rather, Dan with Herskowitz, Mickey. The Camera Never Blinks Twice. 1995. William Morrow.
- Dan Rather (June 2, 1999). Deadlines and datelines. William Morrow & Co. ISBN 978-0-688-16566-6.
- Peter J. Boyer (April 15, 1989). Who killed CBS?: the undoing of America's number one news network. St Martins Press. ISBN 978-0-312-91531-5.[پیوند مرده]
- 2nd Saddam interview

| مناصب رسانه‌ای        | مناصب رسانه‌ای                                                                    | مناصب رسانه‌ای  |
| -------------------- | -------------------------------------------------------------------------------- | -------------- |
| پیشین: والتر کرونکیت | مجریان اخبار شب سی‌بی‌اس ۹مارس ۱۹۸۱ – ۹ مارس ۲۰۰۵ مجری همکار کانی چانگ (۱۹۹۳–۱۹۹۵) | پسین: باب شیفر |